# Chrysosoma discophorum
Chrysosoma discophorum är en tvåvingeart som beskrevs av Frey 1924. Chrysosoma discophorum ingår i släktet Chrysosoma och familjen styltflugor. Inga underarter finns listade i Catalogue of Life.